# Колодрібка

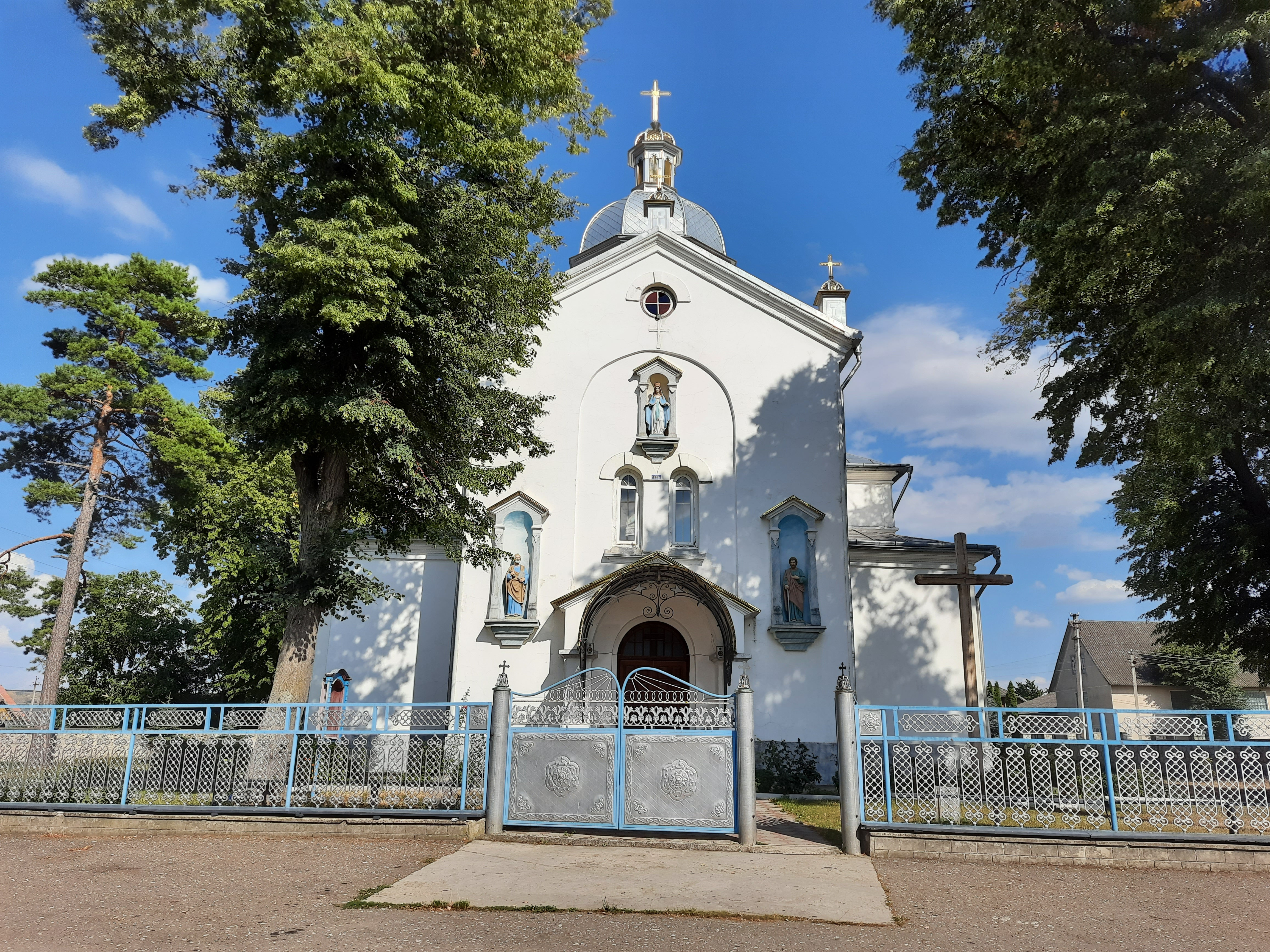
Церква Успіння Пресвятої Богородиці

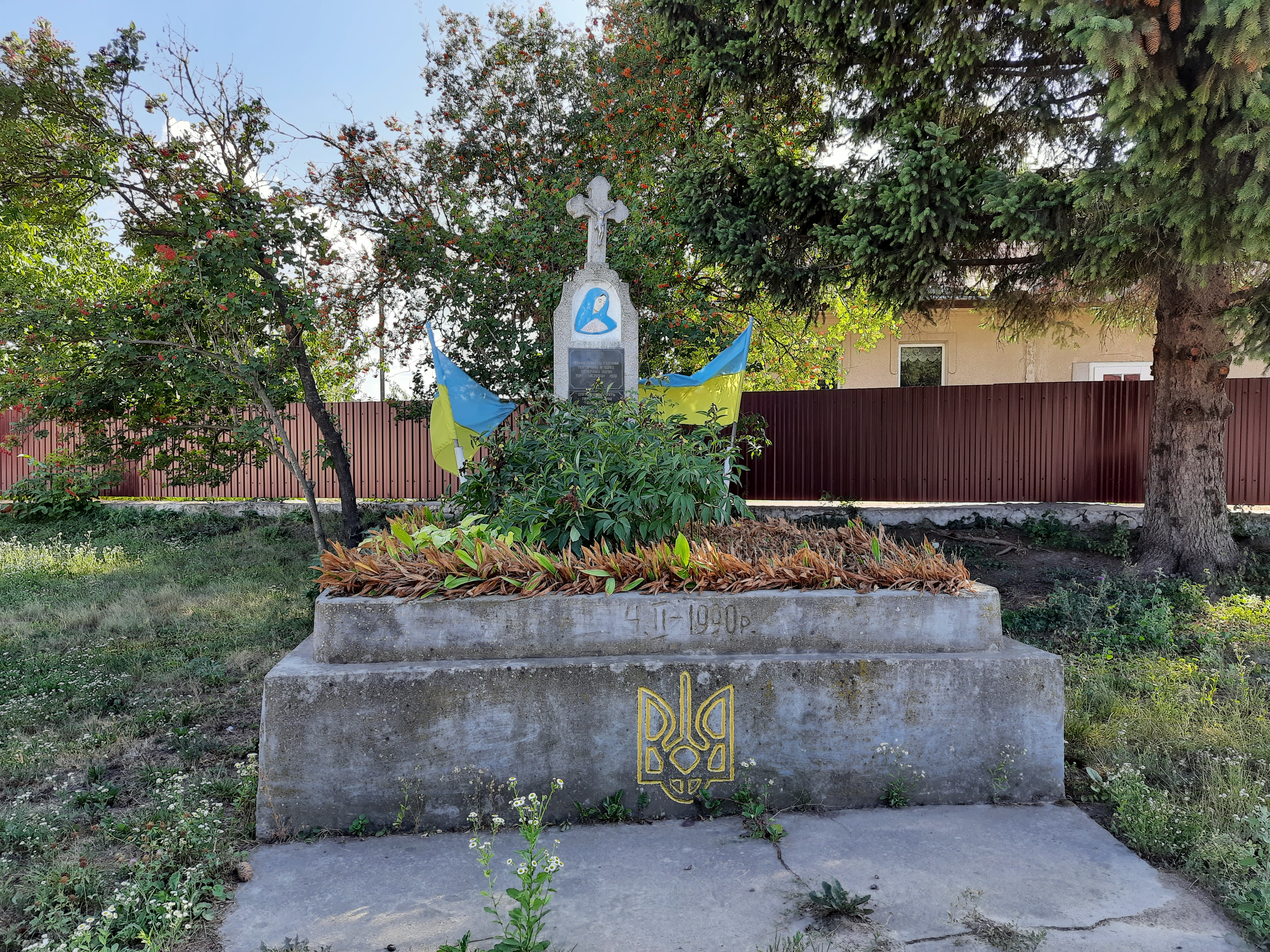
Пам'ятний знак в честь УСС

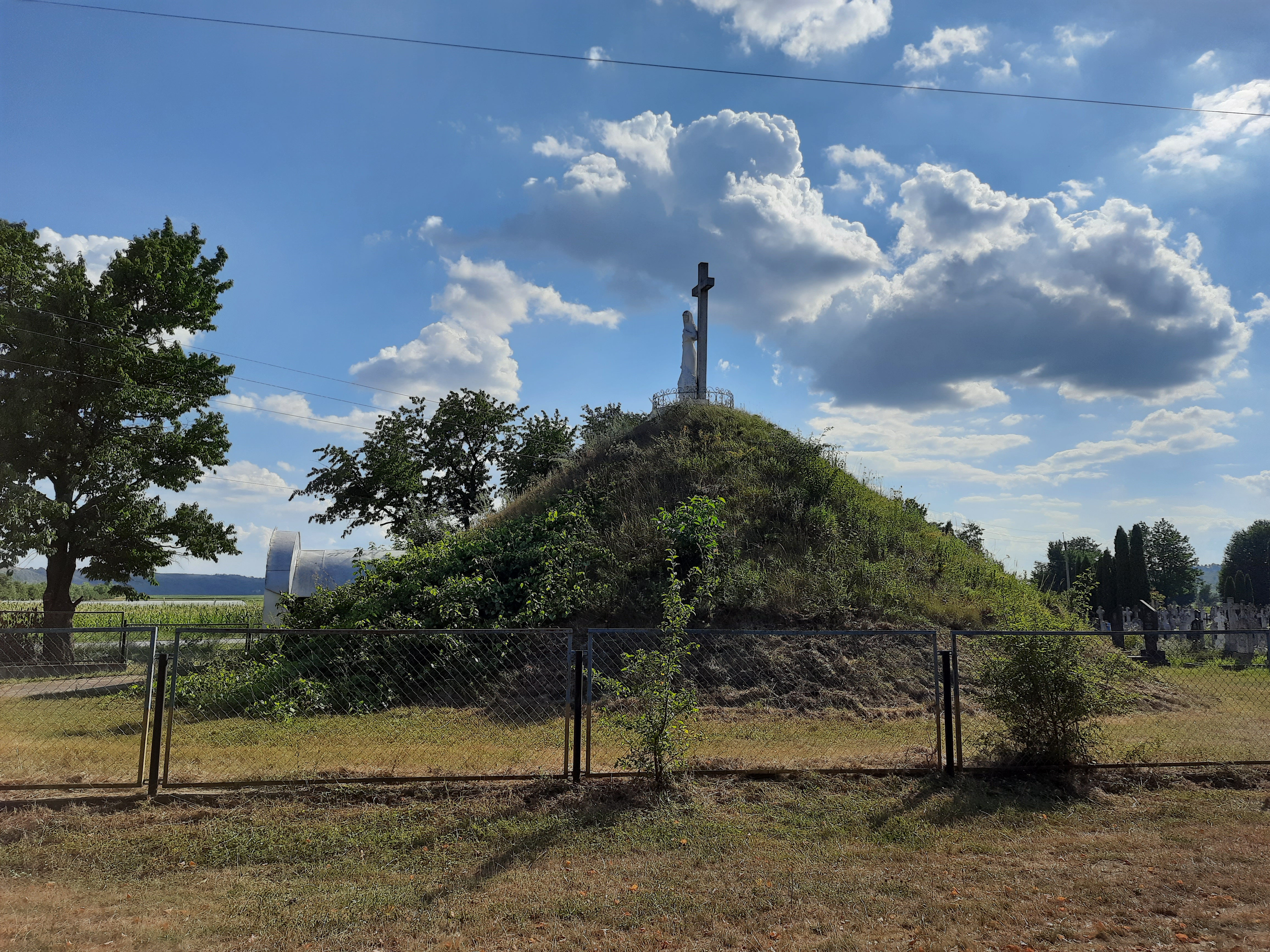
Символічна могила в честь вояків УПА

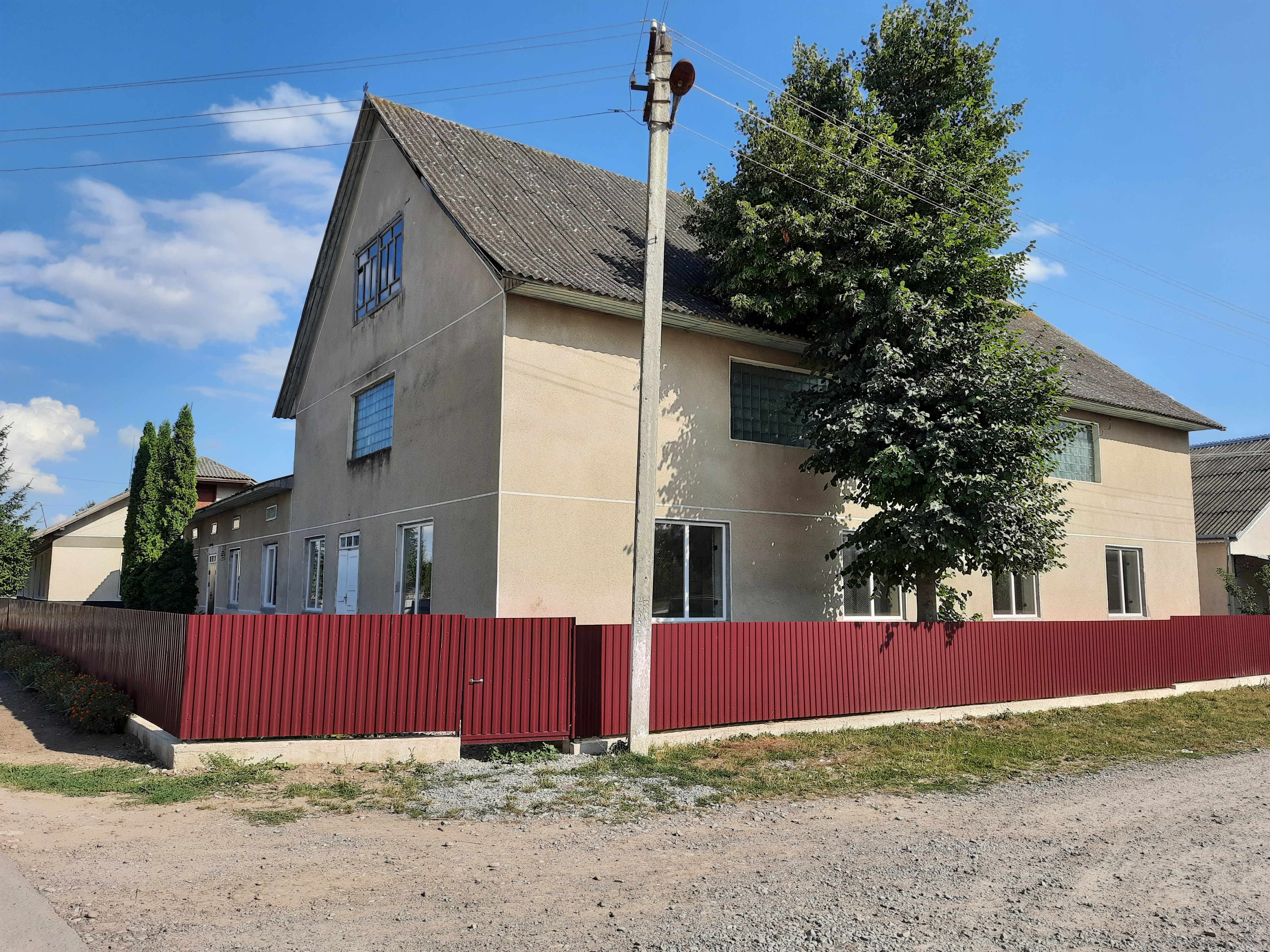
Школа

Коло́дрібка — село в Україні, у Заліщицькій міській громаді Чортківського району Тернопільської області. Розташоване на річці Дністер, на півдні району. До 2020 року центр Колодрібської сільської ради.
Населення — 1048 осіб (2023).

## Географія

### Розташування
Село  Колодрібка  розташоване  на  лівому  березі  річки  Дністер,  в  найбільш  східній  частині  Заліщицького  району Тернопільської  області.  Воно  розкинулося  на  широкій  низовині,  утворюючи  Колодрібську  долину.  На  протилежному,  правому,  березі  Дністра  розташовані  буковинські  села  Митків  та  Мусорівка. 

### Рельєф
Територія  села  характеризується  різноманітним  рельєфом,  що  поєднує  рівнинні  ділянки  вздовж  Дністра  з  пагорбами  Подільської  височини.  
- На  півночі  села  знаходиться  гора  "Степи",  що  є  найвищою  вершиною  над  Дністром  (240  м  над  рівнем  моря).
- Північний  бік  Колодрібської  долини  обмежений  подільською  височиною,  яка  порізана  численними  яругами,  що  створює  враження  не  одного  суцільного  горба,  а  цілого  комплексу  гір.  На  більш  стрімких  ділянках,  які  в  селі  називають  "обочами",  колись  випасали  овець та худобу.
- Західну  частину  долини  замикає  горб  "Мочарки",  що  простягається  від  потоку  "Бурти"  до  Дністра.  Вздовж  річки  він  називається  "Шелепівка",  а  стрімкий  скелястий  берег,  що  спадає  до  Дністра,  покритий  лісом,  —  "Дерисів".
- Південна  частина  села  займає  більш  рівнинну  територію.

### Гідрографія
- Річка  Дністер  —  головна  водна  артерія  села.  Вона  протікає  вздовж  Колодрібки  приблизно  на  три  кілометри,  утворюючи  крутий  поворот  на  північ  від  села.
- Потік  "Бурти"  —  бере  початок  з  двох  джерел:  одне  —  в  Колодрібському  лісі,  друге  —  на  "Середньому  горбі". Він  протікає  через  глибокий  яр,  розділяючи  село  на  дві  частини  —  північну  та  південну.

### Природні об'єкти
- Ліс  "Глоди"  —  розташований  на  горі  "Степи"  на  півночі  села.
- Урочище  "Грабівка"  —  ліс,  що  росте  на  схилах  яру  між  "Середнім  горбом"  та  "Мочарками".
- "Дерисів"  —  лісистий  схил  над  Дністром,  де,  за  переказами,  знаходиться  вхід  до  підземної  печери  або  підземного  ходу,  який  пролягає  під  річкою.
- "Колодрібський  ліс"  —  розташований  на  північному  заході  села,  в  яру  між  "Середнім  горбом"  та  горою  "Фіцик".
- "Фаринникова  криничка"  —  джерело  з  цілющою  водою,  розташоване  на  одному  з  пагорбів.

### Печери
У  лісі  "Дерисів"  знаходиться  вхід  до  підземної  печери  або  підземного  ходу,  який,  за  переказами,  пролягає  під  Дністром.

### Флора і фауна
Ліси  Колодрібки  складаються  переважно  з  граба,  ліщини,  дуба.
На  полях  вирощують  зернові  культури,  баштанні  культури  та  фруктові  дерева.

### Частини села
Село  поділяється  на  кілька  частин  (кутів):
- Томаківка  —  розташована  на  південному  заході  села,  має  форму  трикутника,  обмеженого  потоком  "Бурти"  та  Дністром.
- Жабирівка  —  центральна  та  найбільша  частина  села,  розташована  між  Дністром  та  потоком  "Бурти".  Тут  знаходяться  церква,  школа,  читальня  "Просвіти",  кооператив  "Єдність"  та  панський  двір.
- Германи  —  розташована  на  північ  від  потоку  "Бурти",  складається  з  двох  частин:  однієї  —  у  формі  трикутника,  обмеженого  потоком  "Бурти"  та  Дністром,  другої  —  уздовж  потоку  "Бурти".

## Історія

### Археологічні пам'ятки
Колодрібська долина була заселена з давніх-давен.  Поблизу села виявлено археологічні пам'ятки таких культур: 
- Трипільська культура
- Гава-голіградська культура
- Липицька культура
- Черняхівська культура
- Слов'янська культура
- Давньоруська культура

Також було знайдено скарб римських монет II-III ст. н. е.
У 1968 році І. П. Герета, С. А. Харитонов та Т. М. Ковальчук відкрили черняхівське поселення в урочищі “Коло Глодів”. 

### Ранній період
З історичних джерел відомо, що село Колодрібка існувало щонайменше з XV століття. Перша писемна згадка  датується 1516 роком, коли поселення мало статус містечка та назву Кодруб'є.  У 1516 році містечко було зруйноване татарами, але того ж року отримало магдебурзьке право. Від 1530 року Колодрібка знову стала селом.

### XVI-XVII століття
У першій половині XVII століття власником Колодрібки був рід Лянцкоронських, один із найзаможніших на Поділлі.  У 1547 році Лянцкоронський віддав село у заставу Якову Гродовському Мисшурі.
У 1600 році гетьман Станіслав Жолкевський, йдучи на допомогу молдовському господареві Яремі Могилі, переправився через Дністер зі своїм військом 6 вересня біля «містечка Колодрібки».  У 1612 році Жолкевський згадував Колодрібку у листі до польського короля, що свідчить про її значущість як стратегічного пункту на Поділлі.
У 1629 році внаслідок татарського нападу в Колодрібці зі 150 домів залишилося лише 15.  Існує  переказ,  що  колись  село  було  розташоване  трохи  північніше,  під  Глодами  і  на  Германах  уздовж  Дністра,  навпроти  Долішнього  Броду  через  річку,  і  було  знищене  татарами. 

### XVIII - XIX століття
У 1810 році було проведено перепис населення. Колодрібка мала тоді 141 житловий будинок, 161 родину, загалом 746 осіб. Село належало до Заліщицького повіту і було власністю спадкоємця графа Станіслава Козяковського.
У цей період у Колодрібці була збудована нова трибанна церква Успення Пресвятої Богородиці (1900-1906). Наприкінці XIX ст. завдяки о. Володимиру Яворському в селі вже діяли читальня "Просвіта", кооператив "Єдність" та школа.

### XX століття

#### Початок століття
На  початку  XX  століття  в  Колодрібці  продовжувало  розвиватися  громадське  життя. 

#### Міжвоєнний період
Після Першої світової війни відновили діяльність читальня "Просвіти" та кооператив "Єдність".  Було  засновано  гімнастично-спортивне  товариство  "Сокіл",  а  згодом  —  товариство  "Луг",  яке  перед  початком  Другої  світової  війни  налічувало  понад  300  активних  членів.  Читальня  "Просвіти"  нараховувала  понад  200  активних  членів. 
У  селі  діяли  різні  українські  організації:  кружки  "Рідна  Школа",  "Сільський  Господар",  "Союз  Українок",  товариство  "Відродження",  Дитячий  Садок.  Усі  вони  розміщувалися  у  читальні  "Просвіти".  На  початку  30-х  років  планувалося  збудувати  новий,  просторий  будинок  для  читальні,  проте  польська  влада  не  дала  дозволу  на  будівництво  "Народного  Дому".  Замість  цього,  вона  змусила  нечисленну  групу  місцевих  поляків  збудувати  "Дом  Людови".
У  селі  був  також  хор  та  аматорський  гурток,  що  зосереджував  свою  діяльність  передусім  на  історичних  п'єсах.  Значну  роль  в  усвідомленні  односельчан  відігравав  аматорський  гурток. 
Значну роль у громадському житті села відігравали священики,  зокрема  о.  Володимир  Яворський,  о.  Василь  Мисевич,  о.  П.  Вергун,  о.  В.  Харжевський,  о.  Роман  Жолкевич,  о.  Василь  Луцький  та  о.  Юліян  Гординський.
Колодрібка  як  прикордонне  село  мала  залогу  КОП  (Корпусу  Охорони  Пограниччя).  
У  30-х  роках  на  території  села  було  створено  польську  колонію  "Сміглувка",  до  якої  переселили  "мазурів".  

#### Друга світова війна
З  приходом  радянської  влади  у  1939  році  суспільно-громадське  життя  в  селі  завмерло.  У  1940  році  було  проведено  примусову  евакуацію  села  через  близькість  до  кордону. 
У  липні  1941  року  село  окупували  німецькі  війська.  У  1943  році  багато  жителів  села  зголосилися  до  дивізії  "Галичина".  З  Колодрібки  пішло  понад  сто  добровольців,  але  до  кінця  1943  року  у  рядах  Дивізії  залишилися  52  особи. 

#### Післявоєнний період
У  березні  1944  року  Колодрібка  знову  опинилася  під  радянською  владою.  Багато  жителів  села  приєдналися  до  УПА. Після  встановлення  радянської  адміністрації  почалися  нові  переслідування  українського  населення. 
12 червня 2020 року, відповідно до розпорядження Кабінету Міністрів України № 724-р «Про визначення адміністративних центрів та затвердження територій територіальних громад Тернопільської області» увійшло до складу Заліщицької міської громади. 
19 липня 2020 року, в результаті адміністративно-територіальної реформи та ліквідації Заліщицького району, увійшло до складу новоутвореного Чортківського району.

## Населення
Населення Колодрібки за нечисленними винятками становили українці. Розмовною мовою в селі була українська мова, навіть для латинників, які не лише не говорили польською, але й не вміли нею говорити. Лише після Першої світової війни під впливом польських «ксьондзів» вони задекларували себе поляками і намагалися говорити польською, принаймні у присутності представників державної влади. Крім тих «поляків», у селі було перед Другою світовою війною ще й сім єврейських родин, які для свого внутрішнього вжитку користувалися своєю говіркою; але всі вони також правильно говорили українською мовою села. Деякі з них не мали навіть характерного акценту.

### Мовні особливості
Мова села Колодрібки, подібно до мови Синькова, становила своєрідний острів серед оточуючих говірок. Тут не було зміни «я» на «є», наприклад: завжди вимовлялося «теля», а не «телє». З іншого боку, м'які голосні після «ц» вимовлялися твердо, наприклад, «пшеница», а не «пшениця», «дійницу» а не «дійницю», що нагадувало гуцульський говір. Східно-українські говірки пригадувала відміна деяких дієслів, наприклад: ходити — «ходю» у першій особі однини; просити — «просю», а не «прошу»; платити — «платю», а не «плачу» та інші.
Географічно село поділялося на три частини, звані «кутами». Центральним та найбільшим кутом була Жабирівка. Згідно з усним переданням, назва походила нібито від жаб, яких колись у давнину тут мусило бути дуже багато. Хоча останніми часами їх також було багато біля мілких берегів Дністра.
Жабирівка — це південно-східна частина села, між Дністром зі сходу і потоком Буртами з півночі. Тут знаходився панський двір з парком в південно-східному розі. При головній дорозі, що вела зі сходу на захід у бік Синькова, стояла парафіяльна резиденція, за нею — школа, а далі — читальня "Просвіти" із кооперативом "Єдність" під одним дахом. На північному боці дороги розташовувалась велика мурована церква Успіння Пресвятої Богородиці, оточена старими липами. Від заходу церковне подвір'я відділялося залізним парканом і брамою, яка була головним входом до церкви. З усіх інших сторін церковне подвір'я обведено муром на приблизно півтора метра висоти. У східній частині подвір'я височіла стара, також мурована, дзвіниця із п'ятьма мелодійними дзвонами. На півночі за церковним муром ріс маленький, вирощений між обома війнами, овочевий садок, який належав читальні "Просвіти". На схід від дзвіниці, через дорогу, знаходився невеликий морелевий (абрикосовий) сад, який був власністю школи.

## Пам'ятки
Є церква Успіння Пресвятої Діви Марії (1906), римо-католицька каплиця, споруджена 1910 року на кошти графа Де ля Скаля.
Споруджено пам'ятники полеглим у німецько-радянській війні воїнам-односельцям (1985), Тарасу Шевченку (1991, скульптор М. Посікіра, архітектор М. Федик), встановлено пам'ятні хрести на честь скасування панщини, тверезості, на могилі УСС (1990), насипано могилу Борцям за волю України (1998).
Біля села знаходиться ботанічна пам'ятка природи загальнодержавного значення Урочище Глоди.
Пам'ятник Т. Шевченку - пам'ятка монументального мистецтва місцевого значення.
Встановлений 1991 року. Скульптор – М. Посікіра, архітектор – М. Федик.
Скульптура – бетон, постамент – граніт.
Скульптура – 2,5 м, постамент – 2,5 м.

### Пам'ятки польського періоду
Сама церква побудована так, що її оточують дороги з усіх сторін. На захід від церкви стоїть пам'ятник знесення панщини в 1848 р. Це невелика квадратова підмурівка, на якій стоять три хрести та ростуть три липи. За цим пам'ятником, далі на захід через дорогу, ген аж під цвинтарем, стоїть ще один громадський невеликий будинок із двома кімнатами: одна — це трупарня, а друга — громадська в'язниця, що використовувалися дуже рідко. Далі за цим будинком простягалося місце вічного спочинку колодрібчан — цвинтар із маленькою капличкою при дорозі. Тут закінчувалася Жабирівка, село, і починалися поля, звані «Долиною».
При шляху, що провадив із півдня на північ паралельно до бігу Дністра, знаходилася громадська канцелярія, а також за Польщі великий «Дом Людови», який поляки ніколи не могли заповнити своїми людьми. За польських часів Жабирівка удостоїлася ще одного державного будинку, щоправда, дещо на боці від села: це станиця сторожі для охорони кордону, який проходив уздовж Дністра, відділяючи Буковину від Галичини, тобто польського окупанта від румунського. Кут Жабирівка нараховує понад десяток вулиць, з яких п'ять провадять до берегів Дністра, та шість більших або менших громадських площ, званих у селі «толічками». На захід від Жабирівки розкинувся другий кут у формі трикутника, званий Томаківка. Довжина Томаківського трикутника не сягала більше півтора кілометра вздовж потічка Буртів. Крім двох головних доріг, на цьому куті є ще шість менших вуличок, які перетинають кут із півдня на північ. Оповідали, що перший поселився на цьому куті якийсь козак Лукашевич над берегом потоку Бурти.

## Статистичні дані
Загальна площа — 2099 га (в тому числі 87 га двірської посілості), з них 1559 га орного поля. Число домів: 1921 р. — 405, 1931 р. — 486. Число населення: 1900 р. — 2068, 1910 р. — 2072, 1921 р. — 1827, 1931 р. — 2076. За австрійською статистикою 1900 р. в громаді: 1906 греко-католиків, 39 римо-католиків, 82 євреї; в дворі: 18 греко-католиків, 13 римо-католиків, 10 євреїв. Мова: в громаді 1902 українці, 125 поляків; в дворі 16 українців, 25 поляків. Пошта і залізниця: станція Заліщики (32 км), також станція Іване-Пусте (19 км). Школа за Австрії була 2-класна з українською мовою, за Польщі — 5-класна утраквістична.

## Соціальна сфера
Працюють загальноосвітня школа І-ІІ ступенів, Будинок культури, бібліотека, ФАП, фермерське господарство, торговельні та рекреаційні заклади.

## Відомі люди

### Народилися
- Педагог, літератор Г. Тимчук. (похований)
- Громадсько-політичний діяч, бібліотекар, історик, журналіст, автор-дослідник і редактор багатьох книг про ОУН, УПА — Верига Василь Іванович. В. Верига, вихованець Заліщицької Гімназії ім. Маковея, Голова «Патріархату».
- Фольклорист, краєзнавець, історик, літератор І. Манчуленко.
- Середа Марія Степанівна (1939) — Герой Соціалістичної Праці (1971).